# Niella Tanaro
Niella Tanaro es una localidad y comune italiana de la provincia de Cuneo, región de Piamonte, con 1.124 habitantes.

## Evolución demográfica
| Gráfica de evolución demográfica de Niella Tanaro entre 1861 y 2001 |
|                                                                     |
| Fuente ISTAT - elaboración gráfica de Wikipedia                     |